# Konstantin Bielak
Konstantin Nikitowicz Bielak (ros. Константи́н Ники́тович Беля́к, ur. 8 stycznia?/21 stycznia 1916 w obwodzie zabajkalskim, zm. 4 grudnia 1997 w Moskwie) – radziecki działacz partyjny i państwowy, Bohater Pracy Socjalistycznej (1981).

## Życiorys
Początkowo był uczniem ślusarza, ślusarzem i pomocnikiem maszynisty, w latach 1932–1934 kształcił się na rabfaku (fakultecie robotniczym) w Irkucku. W latach 1934–1940 studiował w Instytucie Politechnicznym w Tomsku, w latach 1940–1947 pracował w Zakładzie Lotniczym im. Czkałowa w Nowosybirsku kolejno jako majster, technolog, starszy technolog, kierownik pracowni, zastępca szefa i szef oddziału fabrycznego. Od 1942 członek WKP(b), między 1944 a 1945 organizator KC Komsomołu, później (1945–1947) zastępca sekretarza komitetu WKP(b) Zakładu Lotniczego w Nowosybirsku, 1947–1948 słuchacz Moskiewskiej Przemysłowej Akademii Lotniczej. W latach 1948–1950 dyrektor fabryki lotniczej w Kujbyszewie, 1950–1955 dyrektor fabryki lotniczej w Komsomolsku nad Amurem. W latach 1955–1957 dyrektor fabryki lotniczej w Woroneżu, od 29 maja 1957 do 25 grudnia 1962 przewodniczący Sownarchozu Woroneskiego Ekonomicznego Rejonu Administracyjnego. Od 25 grudnia 1962 do 2 października 1965 przewodniczący Sownarchozu Centralno-Czarnoziemskiego Rejonu Ekonomicznego, od października 1965 do lutego 1966 zastępca, a od lutego 1966 do października 1973 I zastępca ministra budowy traktorów i maszyn rolniczych. Od października 1973 do stycznia 1986 minister budowy maszyn do hodowli i produkcji karmy, od 5 marca 1976 zastępca członka, a od 26 października 1976 do 25 lutego 1986 członek KC KPZR, od stycznia 1986 na emeryturze. W latach 1962–1966 i 1974–1989 deputowany do Rady Najwyższej ZSRR VI i od IX do XI kadencji. Pochowany na Cmentarzu Kuncewskim w Moskwie.

## Odznaczenia i nagrody
- Medal Sierp i Młot Bohatera Pracy Socjalistycznej (10 marca 1981)
- Order Lenina (trzykrotnie)
- Order Rewolucji Październikowej
- Order Czerwonego Sztandaru Pracy (dwukrotnie)
- Order Czerwonej Gwiazdy
- Order „Znak Honoru”
- Nagroda Leninowska

I medale.